# Zwicky Transient Facility
Le Zwicky Transient Facility (ZTF, code d'observatoire : I41) est un relevé astronomique du ciel à grand champ utilisant une nouvelle caméra installée sur le télescope Samuel-Oschin de l'observatoire Palomar situé en Californie, aux États-Unis. Mis en service en 2018, il remplace le relevé Intermediate Palomar Transient Factory (2009–2017) qui possédait le même code d'observatoire. Il est nommé d'après l'astronome Fritz Zwicky.

## Description
Le Zwicky Transient Facility a été conçu pour détecter les objets transitoires dont la luminosité change rapidement, tels que les supernovas, les sursauts gamma et les collisions entre deux étoiles à neutrons, ainsi que les objets mobiles tels que les comètes et les astéroïdes. La nouvelle caméra est constituée de 16 capteurs CCD de 6144×6160 pixels chacun, chaque exposition couvrant une surface de 47 degrés carrés. Le Zwicky Transient Facility est conçu pour photographier la totalité du ciel boréal en trois nuits et balayer le plan de la Voie lactée deux fois par nuit jusqu'à une magnitude limite de 20,5,. On estime que la quantité de données produites par le ZTF sera 10 fois plus importante que celle de son prédécesseur, l'Intermediate Palomar Transient Factory. Le grand volume de données du ZTF lui permettra de servir de prototype pour l'observatoire Vera-C.-Rubin (ex LSST) qui devrait rentrer en service en 2025 et qui produira 10 fois plus de données que le ZTF,.
Sa première lumière a été enregistrée sur une zone de la constellation d'Orion le 1er novembre 2017,,.

## Découvertes et observations remarquables

### Planètes mineures
La première découverte confirmée du projet ZTF a été signalée le 7 février 2018, avec la découverte de 2018 CL, un petit astéroïde géocroiseur.

### Comète
Le 9 mai 2019, ZTF a découvert sa première comète, C/2019 J2 (Palomar), une comète à longue période. Il en a depuis découvert d'autres.
Une recherche dans les archives de ZTF a permis d'identifier des images de la comète interstellaire 2I/Borissov remontant au 13 décembre 2018, étendant les observations sur 8 mois en arrière,.